# Burzoe
Burzoe (também chamado Borzuya ou Burzoy) foi um médico persa do Império Sassânida tardio que esteve ativo no reinado de Cosroes I (r. 531–579). Foi responsável pela tradução da obra indiana Panchatantra do sânscrito para o persa médio; sua versão ficou conhecida como Kalila wa Demna. De acordo com o historiador Arthur Christensen sugere que Burzoe pode ser identificado com Burzemir, o grande vizir de Cosroes I.

## Biografia
A obra Estakri afirma que Burzoe foi nativo de Abarxar (Nixapur), enquanto a versão persa do Estakri considera-o nativo de Merv. De acordo com uma afirmação do próprio Burzoe presente na introdução do Kalila wa Demna, seu pai foi um militar, enquanto sua mãe foi de uma importante família religiosa. Aos sete anos entrou na escola primária e após completar sua educação básica, estudou medicina. De acordo com Burzoe, ele tratou pacientes sem incumbência até sérias dúvidas sobre religião e suspeitas sobre a conduta dos líderes religiosos gradualmente crescerem nele. Ele então retirou-se do mundo buscando contentamento interior. Depois viajou para a Índia e ao voltar trouxe consigo o Kalila wa Demna e vários outros trabalhos como lembranças.
A respeito da motivação de sua viagem, um conto apócrifo no Épica dos Reis e no Goraral-siar afirma: "nos livros indianos, Burzoe leu que em uma montanha daquela terra cresce uma planta que quando polvilhada sobre os mortos revive-os. Burzoe pediu a Anoxiravan [Cosroes I] permissão para viajar para a Índia e obter a planta. Após uma busca infrutífera, ele foi levado para um asceta que revelou o segredo da planta para ele: a 'planta' era palavra, a 'montanha' aprendizagem, e o 'morto' a ignorância. Ele contou a Burzoe de um livro, o remédio da ignorância, chamado o Kalika, que estava guardado em uma câmara do tesouro. O rei da Índia deu Burzoe permissão de ler o Kalika, desde que ele não fizesse uma cópia. Burzoe aceitou a condição, mas a cada dia memorizada um capítulo do livro. Quando ele retornava para seu quarto ele registrava o que ele memorizou naquele dia, assim criando uma cópia do livro, que ele enviou para o Irã. No Irã, Burzemir traduziu o livro para pálavi [persa médio] e, a pedido de Burzoe, nomeou o primeiro capítulo em sua homenagem."
Quando comparado o conto com a afirmação de Burzoe na introdução do Kalika, conclui-se que ele praticava a medicina indiana e que sua viagem esteve relacionada a sua prática. Lá, ele tornou-se um seguidor do misticismo indiano e familiar com a literatura sânscrita. Ao retornar, trouxe consigo vários exemplares desta literatura, entre eles o Kalīla wa Demna, e traduziu-os em persa médio. Embora algumas fontes posteriores ao período sassânida, como o Épica dos Reis de Ferdusi, atribuam a tradução das obras indianas por Burzemir, considera-se tal assertiva uma construção fictícia para valorizar os feitos do vizir de Cosroes I, sendo muito mais provável que o próprio Burzoe tenha realizado as traduções. De acordo com o historiador Arthur Christensen, tal confusão nas fontes acerca dos personagem pode ser um indício de que Burzemir e Burzoe sejam a mesma pessoa. Entretanto, estudos historiográficos da literatura persa pós-sassânida, bem como análise linguística têm mostrado o contrário. Porém, a palavra "Borzuya" pode às vezes ser considerada uma forma abreviada de Burzemir.